# サプタリ郡
サプタリ郡（サプタリぐん、ネパール語: सप्तरी）はネパール南東部のマデシ州の郡。
郡庁所在地はラージビラジ。
2021年国勢調査の人口は71万3203人。
面積は1,363km2。
南側をインドに接するいわゆるマデス地方の一部である。
東側は大河(コシ川)に接している。
農産物で有名である。